# 李應庚
李寅（15世紀—15世紀），字應庚，以字行，江西廣信府貴溪縣人，明朝政治人物。

## 生平
李應庚幼年喪父，由兄長撫養，宣德元年（1426年）中舉人，次年（1427年）聯捷進士，獲授兵部主事，到正統八年（1443年）獲大臣會薦，陞廣東肇慶府知府，在當地廉介有為，他學問淵博，門人多進科第。著有《策學輯畧》流傳。

## 引用
1. ↑  同治《貴溪縣志·卷八·人物》：李應庚，名寅，以字行，早失怙，養於伯氏，孝養無殊所生；宣德丁未進士，授兵部主事，以廷臣薦陞肇慶知府，廉介有為、問學該博，士經講授者往往擢高第，所著有《策學輯畧》藏於家，兄應箕工詩，見處士傳。 舊志
2. ↑  同治《貴溪縣志·卷七·選舉》：進士……宣德二年丁未馬愉榜 李應庚 名寅，以字行，兵部主事，陞肇慶知府，見列傳……舉人……宣德元年丙午科……李應庚 高門人，《禮記》魁，見進士
3. ↑  《明英宗睿皇帝實錄·卷一百十》：（正統八年十一月）丙寅陞……郎中陳安，主事陸奇、李應庚、姜濬，行人吳惠，知縣高安俱知府，俱以大臣會薦故也。